# Стоун-Парк (Іллінойс)
Стоун-Парк (англ. Stone Park) — селище (англ. village) в США, в окрузі Кук штату Іллінойс. Населення — 4576 осіб (2020).

## Географія
Стоун-Парк розташований за координатами 41°54′12″ пн. ш. 87°52′51″ зх. д. / 41.90333° пн. ш. 87.88083° зх. д. (41.903236, -87.880701).  За даними Бюро перепису населення США в 2010 році селище мало площу 0,89 км², уся площа — суходіл.

## Демографія
Згідно з переписом 2010 року, у селищі мешкало 4946 осіб у 1222 домогосподарствах у складі 1030 родин. Густота населення становила 5558 осіб/км².  Було 1285 помешкань (1444/км²).
Расовий склад населення:
| - 45,6 % — білих - 2,1 % — азіатів - 2,0 % — чорних або афроамериканців - 1,2 % — корінних американців - 0,2 % — вихідців з тихоокеанських островів - 45,5 % — осіб інших рас |

До двох чи більше рас належало 3,5 %. Частка іспаномовних становила 88,1 % від усіх жителів.
За віковим діапазоном населення розподілялося таким чином: 34,2 % — особи молодші 18 років, 59,9 % — особи у віці 18—64 років, 5,9 % — особи у віці 65 років та старші. Медіана віку мешканця становила 27,9 року. На 100 осіб жіночої статі у селищі припадало 108,3 чоловіків;  на 100 жінок у віці від 18 років та старших — 110,8 чоловіків також старших 18 років.
Середній дохід на одне домашнє господарство  становив 49 743 долари США (медіана — 36 097), а середній дохід на одну сім'ю — 53 985 доларів (медіана — 40 282). Медіана доходів становила 30 239 доларів для чоловіків та 20 882 долари для жінок. За межею бідності перебувало 22,9 % осіб, у тому числі 35,6 % дітей у віці до 18 років та 11,7 % осіб у віці 65 років та старших.
Цивільне працевлаштоване населення становило 2155 осіб. Основні галузі зайнятості: виробництво — 33,7 %, мистецтво, розваги та відпочинок — 12,3 %, науковці, спеціалісти, менеджери — 12,2 %.